# Duco Telgenkamp
Duco Telgenkamp (Den Haag, 17 juli 2002) is een Nederlands hockeyer en ondernemer.  

## Carrière
Telgenkamp begon op zijn zesde met hockeyen bij HGC in Wassenaar. Op zijn twaalfde stapte hij over naar het Haagse HDM. Op zijn achttiende maakte hij de keuze om zich volledig op hockey te focussen. In 2022 maakte hij de overstap naar Kampong.
In juli 2023 maakte Telgenkamp zijn debuut in de nationale ploeg in de Hockey Pro League tegen India. Hij wist meteen twee keer te scoren bij zijn debuut. Later dat jaar werd hij topscorer van het Europees kampioenschap 2023 in Mönchengladbach.
In de finale tegen Duitsland bij de Olympische Zomerspelen 2024 in Parijs maakte Telgenkamp in de shoot-out het beslissende doelpunt voor Nederland. De gebaren die hij daarna richting Duitse spelers maakte konden vooral in Duitsland op kritiek rekenen. Telgenkamp bood er al snel excuses voor aan.
In 2024 nam Telgenkamp afstand van de nationale ploeg om zich te richten op zijn eigen onderneming; een streamingplatform op het gebied van gezondheid. Naast zijn onderneming speelt Telgenkamp in het eerste team van HC Kampong.

## Erelijst
Nederlands team
- Hockey Pro League 2022/23
- Europees kampioenschap 2023, Mönchengladbach
- Hockey op de Olympische Zomerspelen 2024 – mannen, Parijs

1: Maurits Visser (GK) ·
4: Lars Balk ·
6: Jonas de Geus ·
7: Thijs van Dam ·
8: Thierry Brinkman ·
10: Jorrit Croon ·
11: Terrance Pieters ·
16: Floris Wortelboer ·
20: Derk Meijer (GK) ·
22: Koen Bijen ·
23: Joep de Mol · 24: Steijn van Heijningen · 27: Jip Janssen · 29: Tijmen Reyenga · 32: Justen Blok · 34: Derck de Vilder · 43: Floris Middendorp · 51: Duco Telgenkamp · Coach: Jeroen Delmee